# Joël Abati
Joël Marc Abati (Fort-de-France, 25 aprile 1970) è un ex pallamanista francese.